# Eigenschapsnaam
Een eigenschapsnaam is in de antroponymie een soort achternaam. Onder deze soort achternamen verstaat men de namen die direct verwant zijn aan eigenschappen van mensen, zowel psychisch als fysisch. De in Nederland meestvoorkomende eigenschapsnaam is De Groot. Er valt echter ook wat voor te zeggen om De Jong bij de eigenschapsnamen te rekenen. Als dat wordt gedaan staat die naam met stip bovenaan. 

## Geschiedenis
Eigenschapsnamen ontstonden vaak op natuurlijke wijze. Waar namen als De Rooij eerst als gewone bijnaam circuleerden, werden ze later officiële achternamen en stonden ook op die wijze bij instanties bekend. 
Binnen de eigenschapsnamen worden nog verdere categorieën of specificaties onderscheiden: 
- Metaforische naam: Een naam die is ontstaan doordat de persoon ergens aan deed denken, vaak dieren, Vos, De Leeuw
- Zinwoordnaam: Een veelal opvallende naam die een eigenschap beschrijft, in een soort zinvorm, vaak met werkwoord, Kijk in de Vegte, De Kwaadsteniet, Zondervan, Niemantsverdriet, Lachniet
- Vondelingennaam: Naam die werd gegeven aan een vondeling, vaak naar de plaats of tijd waar het kind gevonden werd, Groen, Vondeling, Gevonden (tevens zinwoord)

familienaam · voornaam · antroponymie